# Cubo bimagico
In matematica, un cubo bimagico è un cubo magico che rimane magico anche quando tutti i suoi numeri sono elevati al quadrato.
Cazalas tentò nel 1934 di costruire un cubo bimagico, ma non ci riuscì. David M. Collison apparentemente costruì un cubo bimagico di ordine 25, ma non è stato mai pubblicato (1992). Al contrario, nel 2000 John Hendricks riuscì a costruire ed a pubblicare il primo cubo bimagico: si trattava di un cubo magico perfetto di ordine 25, il cui quadrato era un cubo magico semi-perfetto.
Il 20 gennaio 2003, Christian Boyer scoprì un cubo bimagico di ordine 16, che era un cubo magico perfetto, ma il cui quadrato era un cubo magico semi-perfetto; poco dopo, il 23 gennaio, Boyer trovò un altro cubo bimagico, sempre di ordine 16 (anch'esso perfetto, ma che al quadrato diventava semi-perfetto); il 27 gennaio, scoprì un cubo bimagico di ordine 32, che, a differenza dei primi due, rimaneva perfetto sia normalmente che al quadrato; il 3 febbraio, infine, trovò anche un cubo bimagico di ordine 27, perfetto normalmente, ma che al quadrato diventava semi-perfetto. 
I cubi magici di ordine 16 di Boyer rimangono così i più piccoli cubi bimagici conosciuti, mentre il cubo magico di ordine 32 resta l'unico cubo bimagico perfetto conosciuto.